# Mark Parkinson
Mark Vincent Parkinson, född 24 juni 1957 i Wichita, Kansas, är en amerikansk politiker och affärsman. Han var ordförande för republikanerna i Kansas 1999–2003. Han bytte 2006 parti till Demokratiska partiet. Han var viceguvernör i Kansas 2007–2009. Han var Kansas 45:e guvernör från den 28 april 2009 till den 10 januari 2011.
Parkinson gick i skola i Wichita Heights High School. Han avlade 1980 sin grundexamen vid Wichita State University och 1984 juristexamen vid University of Kansas.
Guvernör Kathleen Sebelius meddelade i maj 2006 att Parkinson ställer upp som demokraternas kandidat till viceguvernörsämbetet i Kansas. Sebelius och Parkinson vann valet och Parkinson efterträdde John E. Moore som viceguvernör i januari 2007.
Guvernör Sebelius avgick 2009 för att tillträda som USA:s hälsominister. Parkinson efterträdde sedan Sebelius som guvernör. Han ställde inte upp i guvernörsvalet 2010.